# アルメニア語訳聖書

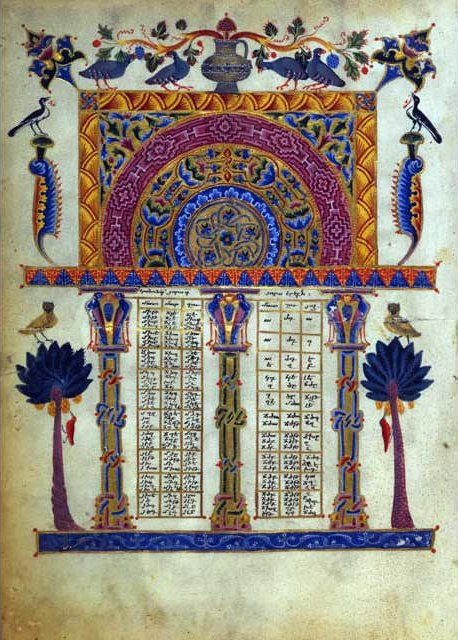
挿絵入りアルメニア語訳聖書（1256年）

アルメニア語訳聖書（アルメニアごやくせいしょ）では、キリスト教聖書のアルメニア語への翻訳を扱う。アルメニア語はインド・ヨーロッパ語族に属する言語で、アルメニアおよび近隣諸国に住むアルメニア人、20世紀前半のオスマン帝国でのアルメニア人虐殺を逃れてフランス、アメリカ合衆国など国外へ逃れたアルメニア人に使われているが、このためもあり大きく分けて東方言（アルメニアなど）と西方言（トルコ南部とディアスポラ）がある。書き言葉はアルメニア文字を使い、歴史的に古典アルメニア語（5世紀から18世紀）と現代アルメニア語（19世紀以降）が区別される。

## 概要

### 古典アルメニア語訳聖書
最初のアルメニア語訳聖書は5世紀初頭にアルメニア文字を発明したといわれる聖メスロプの負うところが多い。彼がアルメニア文字で最初に書いた文章は『旧約聖書』「箴言」1章2節であった。
Ճանաչել զիմաստութիւն եւ զխրատ, իմանալ զբանս հանճարոյ:

Čanačʿel zimastutʿiwn ew zxrat, imanal zbans hančaroy.

"To know wisdom and instruction; to perceive the words of understanding."

これは人に知恵と教訓とを知らせ、悟りの言葉をさとらせる。 —箴言 1:2.
411年にコレーネのモーゼが聖書をアルメニア語へ翻訳したが、これは未完成であった。
その後、エゲギアツのヨハネとバギンのヨセフはエデッサ（シャンルウルファ）に送られ、彼らはコンスタンチノープルまで出かけて、ギリシャ語の原典を持ち帰った。彼らは『七十人訳聖書』とオリゲネスの『ヘクサプラ』を参照して、434年に翻訳を完成した。これが今日でもアルメニア使徒教会などで使われている古典アルメニア語の聖書である。

### 現代アルメニア語訳聖書
19世紀以降の現代アルメニア語訳については、おもに2つの翻訳がある。まず、ディットリチ（Dittrich）によるアララト方言（アルメニア南部）訳で、19世紀前半から部分的に翻訳・出版されて、1896年に全聖書がコンスタンチノープルで出版された。次に、コンスタンチノープル・アルメニア方言訳で、19世紀中ごろからゾーラブ博士（Dr. Zohrab）が古典アルメニア語訳聖書から新約聖書を翻訳し、後にアドガー（Adger）がそれを改訂し、さらに1846年に旧約聖書も別人たちにより翻訳が完了した。これはアメリカ聖書協会が改訂版を出版している。

## 翻訳の例
| 翻訳書         | ヨハネ 3:16 |
| -------------- | --- |
| Armenian Bible | Որովհետեւ Աստուած ա՛յնպէս սիրեց աշխարհը, որ մինչեւ անգամ տուաւ իր միածին Որդին, որպէսզի ո՛վ որ հաւատայ անոր՝ չկորսուի, հապա ունենայ յաւիտենական կեանքը: |
| Armenian Bible | Զի այնպէս սիրեաց Աստուած զաշխարհ, մինչեւ զՈրդին իւր միածին ետ. զի ամենայն որ հաւատայ ի նա` մի՛ կորիցէ, այլ ընկալցի զկեանսն յաւիտենականս:                |